# W49

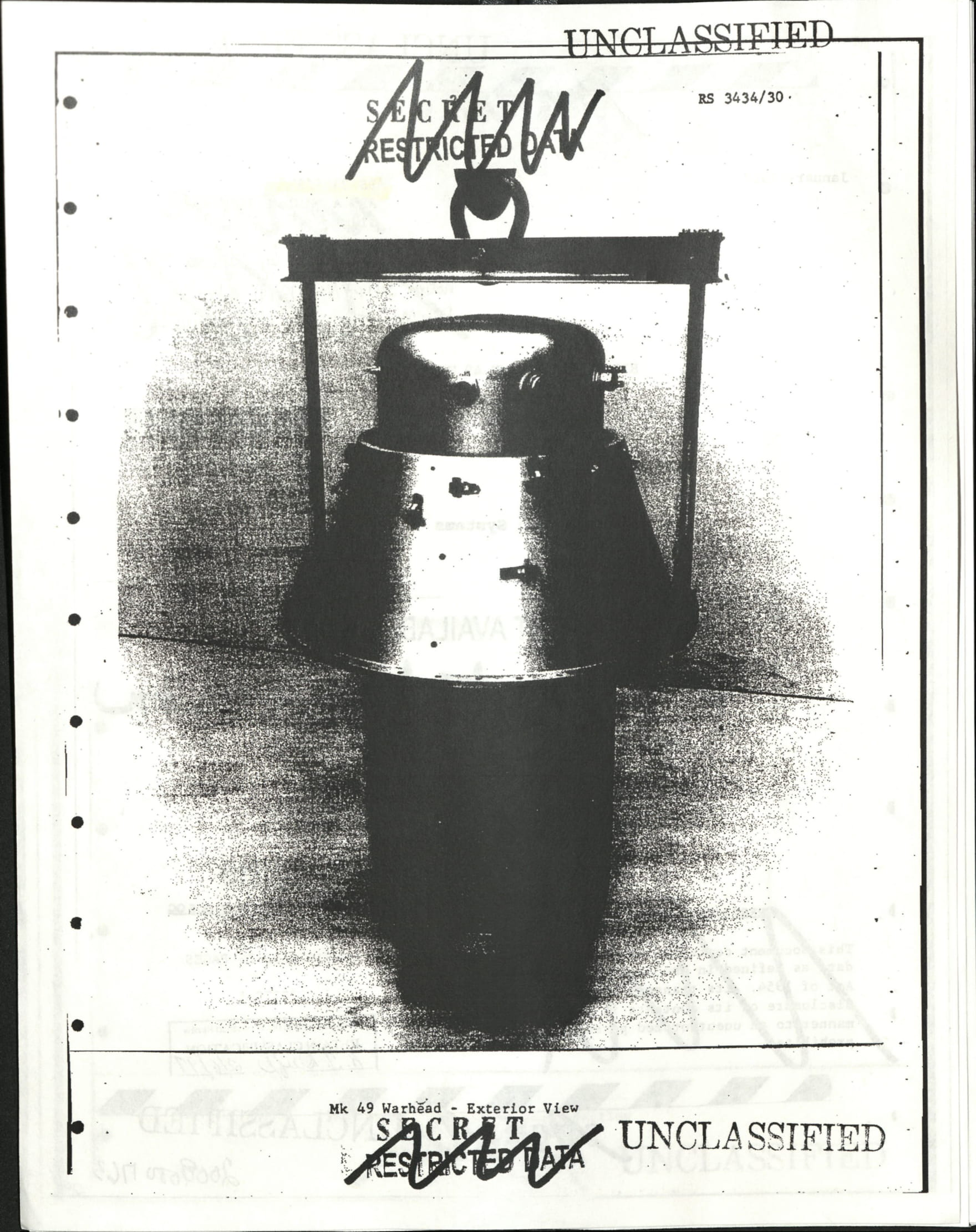
A ogiva W49

W49 foi uma ogiva termonuclear dos Estados Unidos, foram fabricadas a partir de 1958, estando em serviço até 1963 e com as últimas sendo aposentadas em 1975.
A W49 era uma ogiva derivada do design da B28, utilizava o Python Primário era lançada pelos mísseis Titan, Thor, Júpiter e Atlas, tinha um rendimento de 1,44 megatons.